# Eixaric
Eixaric (de l'àrab as-sarik) és el nom que reberen els musulmans que, després de la conquesta comtal, continuaren vivint a la regió de Tortosa. Es dedicaven, sobretot, a l'agricultura i també a fer feines artesanals. La situació social dels eixarics era semblant a la servitud.